# Motivație
Motivația este un „concept fundamental în psihologie și, în genere, în științele despre om, exprimând faptul că la baza conduitei umane se află întotdeauna un ansamblu de mobiluri – trebuințe, tendințe, afecte, interese, intenții, idealuri – care susțin realizarea anumitor acțiuni, fapte, atitudini” . 
Mobilurile enumerate reprezintă condiții interne, interpuse între stimulii mediului și reacțiile organismului, mediind, cerând, întreținând un comportament sau altul. 
Motivația se restructurează și se ajustează continuu, în concordanță cu funcția psihică pe care o servește, incluzând în componența sa o multitudine de variabile fiziologice, psihologice și socio-culturale. Având în vedere acestea, motivația apare ca factor integrator și explicativ al celor mai variate fenomene psihosociale: statuturi și roluri, aspirații și performanțe, relații interpersonale, a diverselor fenomene de grup (coeziunea, conformismul, autoritatea, influența, prestigiul etc.). 
Motivația constituie temeiul comportamentelor și activităților pe care le prestează indivizii în cadrul grupului în funcție de specificul solicitărilor ce decurg dintr-o categorie sau alta de relații funcționale (relații dintre subiect și sarcinile activității).
În cazul relațiilor de muncă, problema motivației se pune în legătură cu sensul și rațiunea atribuită de individ rolului său profesional. În funcție de modul în care se realizează valorizarea socială a muncii (felul cum este privită, înțeleasă și practicată munca) și de contextul social, se realizează și motivația celui care muncește. 
Motivația se bazează pe trebuințe, acestea fiind substratul cauzal imediat al celor mai diferite activități și comportamente interumane. Motivul nu apare ca derivat al unei trebuințe singulare, ci ca expresie a modului în care acestea interacționează în sistem. Forma cea mai înaltă a motivației este motivația internă, care apare atunci când rolul profesional cu care interacționează subiectul devine el însuși o necesitate. O astfel de motivație condensează în sine trebuința de activitate a subiectului, valorizarea socială pozitivă a activității acestuia și conștientizarea importanței sociale a activității desfășurate.
Modificările apărute în cadrul sistemului de trebuințe al individului influențează profund gradul de motivare al acestuia; această mișcare e punctată adesea de contradicții decurgând din dualitatea modului de formare a motivației ca rezultat al sistemului de trebuințe individuale și a dependenței de succesiunea gradelor de angajare în lucru al fiecărui nivel de trebuințe.
Având în vedere dinamica sistemului trebuințelor individului, motivația ne permite să înțelegem o serie de fenomene psihosociale deosebit de semnificative sub aspect practic, ca de exemplu: alegerea profesiei, integrarea în muncă, evoluția socio-profesională a individului. Între motivație, activitate și conduită se instituie un ciclu funcțional care, pentru cazurile menționate, ar avea următoarea componență: alegerea profesiunii în funcție de cea mai puternică trebuință nesatisfăcută în contextul respectiv; exercitarea profesiunii alese; satisfacerea trebuinței inițiale care, treptat, încetează să-l mai motiveze pe individ; intrarea în funcțiune a noi trebuințe, care fie se creează în decursul exercitării profesiei, fie existau anterior și sunt reactualizate. Procesul continuă, soldându-se finalmente cu legarea tot mai strânsă a individului de profesie; există, însă, și posibilitatea ca datorită stagnării sau regresiunii în plan motivațional să apară efecte contrare: insatisfacție, slabă integrare, tendința de părăsire a locului de muncă.
Cercetările practice au evidențiat faptul că la nivelul grupului, trebuințele și motivațiile individuale se subordonează în mai mare sau mai mică măsură trebuințelor de grup, indivizii tinzând să-și plaseze aspirațiile și performanțele în jurul mediei grupului, care exercită o influență normativă, regulatoare.

## Managementul carierei în funcția publică

### Definire
Potrivit literaturii de specialitate, conceptul de carieră are mai multe înțelesuri1:
avansare, ascensiune în cadrul organizației sau în ierarhia profesională;
profesie, în accepțiune comună anumite profesii sunt considerate a fi „cariere”, pe când altele sunt considerate simple posturi;
succesiune de posturi ocupate de o persoană în decursul vieții profesionale;
cadru dinamic în care o persoană își percepe viața profesională.
H. G. 1209/2003 prin art. 2, aliniatul (1) definește cariera ca fiind „ansamblul situațiilor juridice și efectele produse, care intervin de la data nașterii raportului de serviciu până în momentul încetării acestui raport, în condițiile legii”. 
Gary Jones definește cariera ca fiind o „succesiune evolutivă de activități și poziții profesionale pe care le atinge o persoană, ca și atitudinile, cunoștințele și competențele asociate care se dezvoltă de-a lungul timpului”2.
Acceptând definiția dată carierei de către Gary Jones, reiese că există două accepțiuni complementare ale sintagmei de „management al carierei în funcția publică”:
procesul de gestionare a carierei care se referă la evoluția funcționarilor publici în cadrul instituțiilor publice, având în vedere cu precădere nevoile interne ale acestora precum și performanța, potențialul și aspirațiile subiective ale fiecărui funcționar public;
procesul subiectiv prin care ocupantul unei funcții publice își dezvoltă în mod conștient și voluntar o serie de atitudini, cunoștințe și competențe asociate profesiei.
Cariera obiectivă are la bază dezvoltarea profesională, implicit șansele de promovare ale unei persoane, în timp ce cariera  subiectivă este determinată de percepția de sine și rolul muncii în  viața fiecărui individ. 
Din punct strict teoretic, există două teorii referitoare la carieră: teoria lui Holland și teoria lui Schein.
După Holland, în viața fiecărui individ se manifestă unul din următoarele tipuri de orientare în carieră:
convențional, conform căreia o persoană trebuie să fie ordonată, conformistă și practică. Ca elemente negative persoanele care aparțin acestei categorii se remarcă prin: lipsă de imaginație, inhibiție, inflexibilitate, o anume incapacitate de a elabora proiecte pe termen lung.
Artistic, care are ca trăsături dominante: imaginația, intuiția, independența. Ca trăsături negative aceste persoane sunt dezordonate, emotive, nepractice.
Realist De regulă, aceste persoane se implică în activități care nu implică sau implică în mică măsură relații sociale, negocieri. Se remarcă prin spontaneitate, stabilitate, simț practic, etc.
Tipul social Persoanele care aparțin acestei categorii tind să fie sociabile, prietenoase, amabile ceea ce le favorizează implicarea în acțiuni care presupun informare, ajutorarea, dezvoltarea abilităților altor persoane, etc.
Tipul întreprinzător se caracterizează prin încredere în sine, ambiție, energie, extroversie, dar și prin tendința de dominare, impulsivitate și într-o anumită măsură inflexibilitate.
Tipul investigativ se caracterizează printr-o ridicată capacitate de observare și analiză, originalitate și independență. 
O altă teorie folosită în analiza carierei este cea elaborată de Schein. Acesta a identificat o serie de trăsături ale căror niveluri pot fi utilizate pentru analiza carierei profesionale a individului: talente, scopuri, nevoi și valori rezultate ca urmare a unor experiențe profesionale, competență tehnică și funcțională, competență managerială, siguranța de sine, autonomia și creativitatea.
Conform adepților teoriei lui Schein cariera individuală poate fi analizată ținând cont de următoarele trăsături individuale:
competența tehnică sau funcțională;
competența managerială;
încrederea /siguranța de sine;
nevoia de libertate/mediu fără constrângeri;
creativitatea.
Analiza teoriilor de mai sus evidențiază faptul că indivizii nu sunt egali și în consecință nu pot fi tratați la fel. Astfel, ceea ce pentru o persoană ar constitui o șansă, o oportunitate, pentru alta poate constitui un motiv de frustrare și genera în consecință reacții profund negative.
Ținând cont de aceste aspecte este necesar ca într-o organizație managerii să trateze în mod diferențiat angajații, în funcție de trăsăturile lor personale, să îi sprijine în vederea identificării și urmării drumului optim de dezvoltare profesională. 
Managementul carierei este procesul de proiectare și implementarea a strategiilor și planurilor care să permită organizației să își satisfacă necesitățile de resurse umane, iar indivizii să își stabilească și să acționeze în vederea atingerii obiectivelor carierei lor.
2.Modalități de management al carierei la nivelul instituției publice
Principalele obiective ale managementului carierei în funcția publică la nivel instituțional/organizațional sunt:
promovarea unei politici de dezvoltare a carierei în concordanță cu obiectul de activitate al instituției/organizației;
asigurarea unui echilibru între nevoile și aspirațiile individuale ale personalului instituției și obiectivele politici de resurse umane a instituției;
satisfacerea optimă a nevoilor organizaționale de dezvoltare și amplificarea imaginii pozitive a organizației;
identificarea și menținerea în cadrul organizației a angajaților cu perspective certe prin satisfacerea nevoilor lor profesionale și aspirațiilor pe termen scurt și lung;
elaborarea unor planuri de carieră individuale adecvate aspirațiilor și potențialului angajaților precum și obiectivelor strategice ale instituției;
îndrumarea și susținerea angajaților pentru atingerea obiectivelor personale corespunzător nevoilor și aspirațiilor acestora și contribuției acestora la realizarea obiectivelor organizației;
sprijinirea și consilierea angajaților în ceea ce privește managementul carierei;
obținerea unor avantaje reciproce certe atât pentru angajați cât și pentru instituție/organizație.
Majoritatea instituțiilor publice au planuri proprii referitoare la managementul carierei funcționarilor publici. Această obligație este stabilită expres de către art. 4 al H.G. 1209/2003 privind organizarea și dezvoltarea carierei funcționarilor publici ce stabilește că „Managementul carierei în funcția publică se asigură de către:
a) Agenția Națională a Funcționarilor Publici, prin elaborarea cadrului legal și a instrumentelor necesare organizării și dezvoltării carierei în funcția publică.
b) autoritățile și instituțiile publice prin aplicarea principiului egalității în șanse și a motivării;
c) funcționarul public, prin aplicarea consecventă a principiilor competenței și al profesionalismului, în vederea dezvoltării profesionale individuale.”
Conform H.G. 1209/2003 art. 2, aliniatul (2) „Modalitățile de dezvoltare a carierei în funcția publică sunt promovarea într-o funcție superioară și avansarea în gradele de salarizare”. 
Conform legiuitorului român „principiile care stau la baza organizării și dezvoltării carierei funcționarului public sunt următoarele:
a)competența, principiu potrivit căruia persoanele care doresc să acceadă sau să promoveze într-o funcție publică trebuie să dețină și să confirme cunoștințele și aptitudinile necesare exercitării funcției publice respective;
b)competiția, principiu potrivit căruia confirmarea cunoștințelor și aptitudinilor necesare exercitării unei funcții publice se face prin concurs sau examen;
c)egalitatea de șanse, prin recunoașterea vocației la carieră în funcția publică oricărei persoane care îndeplinește condițiile stabilite potrivit legii;
d)profesionalismul, principiu potrivit căruia exercitarea funcției publice se face cu respectarea principiilor prevăzute de lege;
e)motivarea, principiu potrivit căruia, în vederea dezvoltării carierei, autoritățile și instituțiile publice au obligația să identifice și să aplice, în condițiile legii, instrumente de motivare morală și materială a funcționarilor publici, precum și să sprijine inițiativele privind dezvoltarea profesională individuală a acestora;
f)transparența, principiu potrivit căruia autoritățile și instituțiile publice au obligația de a pune la dispoziția tuturor celor interesați informațiile de interes public referitoare la cariera în funcția publică.”3
E de remarcat faptul că legiuitorul român consacră ca singur instrument de management al carierei funcționarilor publici la nivel de organizație/instituție publică planul anual de ocupare a funcțiilor publice. 

## Modalități de management al carierei la nivelul individului
Din punct de vedere al individului, planificarea carierei presupune identificarea tipului de activitate care să corespundă cel mai bine aspirațiilor și așteptărilor individuale.
În acest sens, unii autori recomandă parcurgerea următoarelor etape:
elaborarea propriei misiuni, implicit, stabilirea obiectivului urmărit, precizarea mijloacelor prin care se poate atinge obiectivul stabilit și a valorilor care ne reprezintă și care permit atingerea acestuia. Deși stabilirea obiectivelor este o chestiune ce ține cont strict de voința individului, se recomandă recurgerea în măsura posibilităților la serviciile unui specialist în carieră și consiliere profesională; acesta poate stabili utilizând instrumente specifice – teste de aptitudini, etc. - care sunt valorile individuale reprezentative, consilia și îndruma persoana în vederea dezvoltări abilităților și însușirilor individuale precum și în vederea alegerii carierei.
Alegerea carierei se face ținând cont de valorile, motivațiile, abilitățile și aptitudinile personale. 
Principale valori considerate importante de către oameni sunt:
onestitatea
respectul
aprecierea muncii
etica
altruismul
siguranța
prestigiul asociat profesiei/carierei alese
autonomia
elaborarea obiectivelor specifice. Acestea trebuie să fie realiste,realizabile și în măsura posibilităților realizabile. 
Analiza SWOT. Analiza SWOT, instrument utilizat pentru prima dată în activitatea de marketing, poate fi utilizată și în managementul carierei. Analiza are în acest caz drept obiectiv evidențierea și evaluarea atuurilor proprii Strenghth, minusurilor care trebuie îndreptate Weaknessess, a oportunităților Opportunities dar și amenințărilor sau aspectelor critice Threats.
Stabilirea elementelor mix-ului de marketing. În cazul managementului individual al carierei, fiecare persoană trebuie să: se analizeze din punct de vedere al însușirilor, abilităților și cunoștințelor profesionale; să fie capabilă să își aprecieze din punct de vedere financiar competențele și calitățile; să urmărească promovarea propriilor competențe și calități; să aleagă instituția sau organizația optimă pentru realizarea obiectivelor proprii privind cariera.